# Kentoku Noborio
Kentoku Noborio (født 30. november 1983) er en tidligere japansk fodboldspiller.
Han har spillet for flere forskellige klubber i sin karriere, herunder Kyoto Sanga FC og Tokushima Vortis.